# Plástico

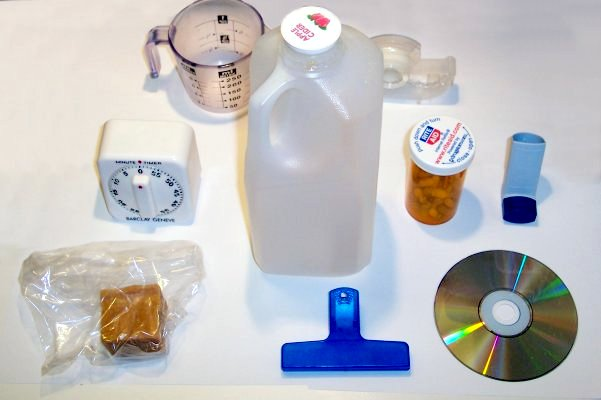
O plástico serve de matéria-prima para a fabricação de diversos produtos

O filme de polipropileno metalizado é um material comumente usado para lanches

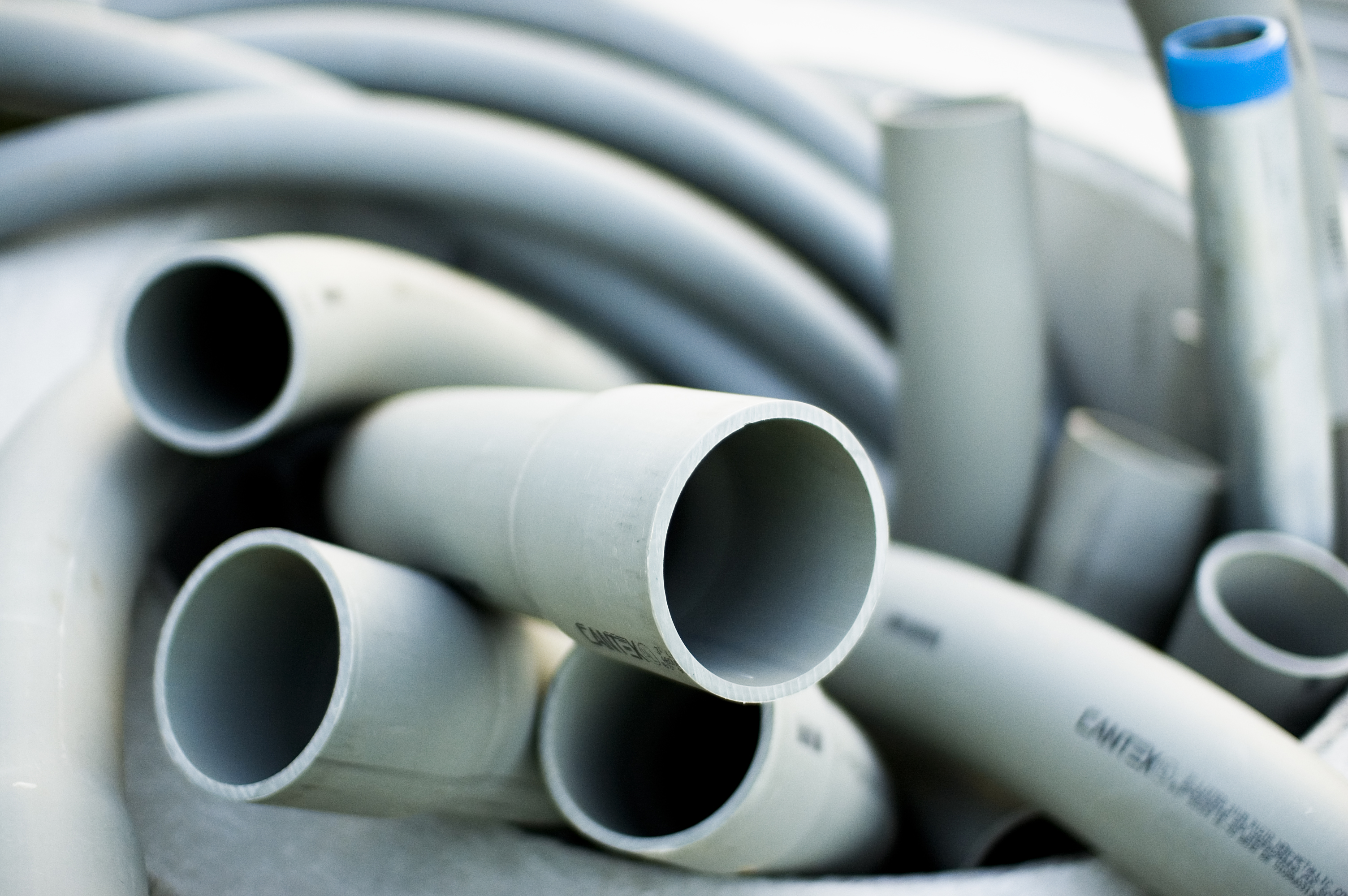
Tubos de PVC

Os plásticos são uma ampla gama de materiais sintéticos ou semissintéticos que usam polímeros como ingrediente principal. Sua plasticidade permite que os plásticos sejam moldados, extrudados ou prensados em objetos sólidos de várias formas. Essa adaptabilidade, além de uma ampla gama de outras propriedades, como ser leve, durável, flexível e barato de produzir, levou ao seu uso generalizado. Plásticos normalmente são feitos através de sistemas industriais humanos. A maioria dos plásticos modernos são derivados de produtos químicos baseados em combustíveis fósseis, como gás natural ou petróleo; no entanto, métodos industriais recentes usam variantes feitas de materiais renováveis, como derivados de milho ou algodão.
Estima-se que 9,2 bilhões de toneladas de plástico foram produzidas entre 1950 e 2017. Mais da metade desse plástico foi produzido desde 2004. Em 2020, 400 milhões de toneladas de plástico foram produzidas. Se as tendências globais na demanda de plástico continuarem, estima-se que até 2050 a produção anual global de plástico chegará a mais de 1,1 bilhão de toneladas. O sucesso e o domínio dos plásticos a partir do início do século XX causaram problemas ambientais generalizados, devido à sua lenta taxa de decomposição nos ecossistemas naturais. A maior parte do plástico produzido não foi reutilizado, sendo capturado em aterros sanitários ou persistindo no meio ambiente como poluição plástica, que pode ser encontrada em todos os principais corpos d'água do mundo, criando manchas de lixo em todos os oceanos do mundo e contaminando os ecossistemas terrestres. De todo o plástico descartado até agora, cerca de 14% foi incinerado e menos de 10% foi reciclado.
Nas economias desenvolvidas, cerca de um terço do plástico é usado em embalagens e aproximadamente o mesmo em edifícios em aplicações como tubulações, encanamentos ou revestimentos de vinil. Outros usos incluem automóveis (até 20% de plástico), móveis e brinquedos. No mundo em desenvolvimento, as aplicações do plástico podem diferir; 42% do consumo da Índia é usado em embalagens. No campo médico, implantes de polímeros e outros dispositivos médicos são derivados, pelo menos parcialmente, de plástico. Em todo o mundo, cerca de 50 kg de plástico são produzidos anualmente por pessoa, com a produção dobrando a cada dez anos.
O primeiro plástico totalmente sintético do mundo foi a baquelite, inventada em Nova York em 1907, por Leo Baekeland, que cunhou o termo "plásticos". Dezenas de tipos diferentes de plásticos são produzidos hoje, como o polietileno, amplamente utilizado em embalagens de produtos, e o policloreto de vinila (PVC), utilizado em construções e tubulações devido à sua resistência e durabilidade. Muitos químicos contribuíram para a ciência dos materiais plásticos, incluindo o ganhador do Prêmio Nobel Hermann Staudinger, que foi chamado de "o pai da química dos polímeros", e Herman Mark, conhecido como "o pai da física dos polímeros".

## Etimologia
A palavra plástico deriva do grego πλαστικός (plastikos) que significa "capaz de ser modelado ou moldado" e, por sua vez, de πλαστός (plastos) que significa "moldado". Como substantivo, a palavra mais comumente se refere aos produtos sólidos provenientes de produtos petroquímicos.

## História

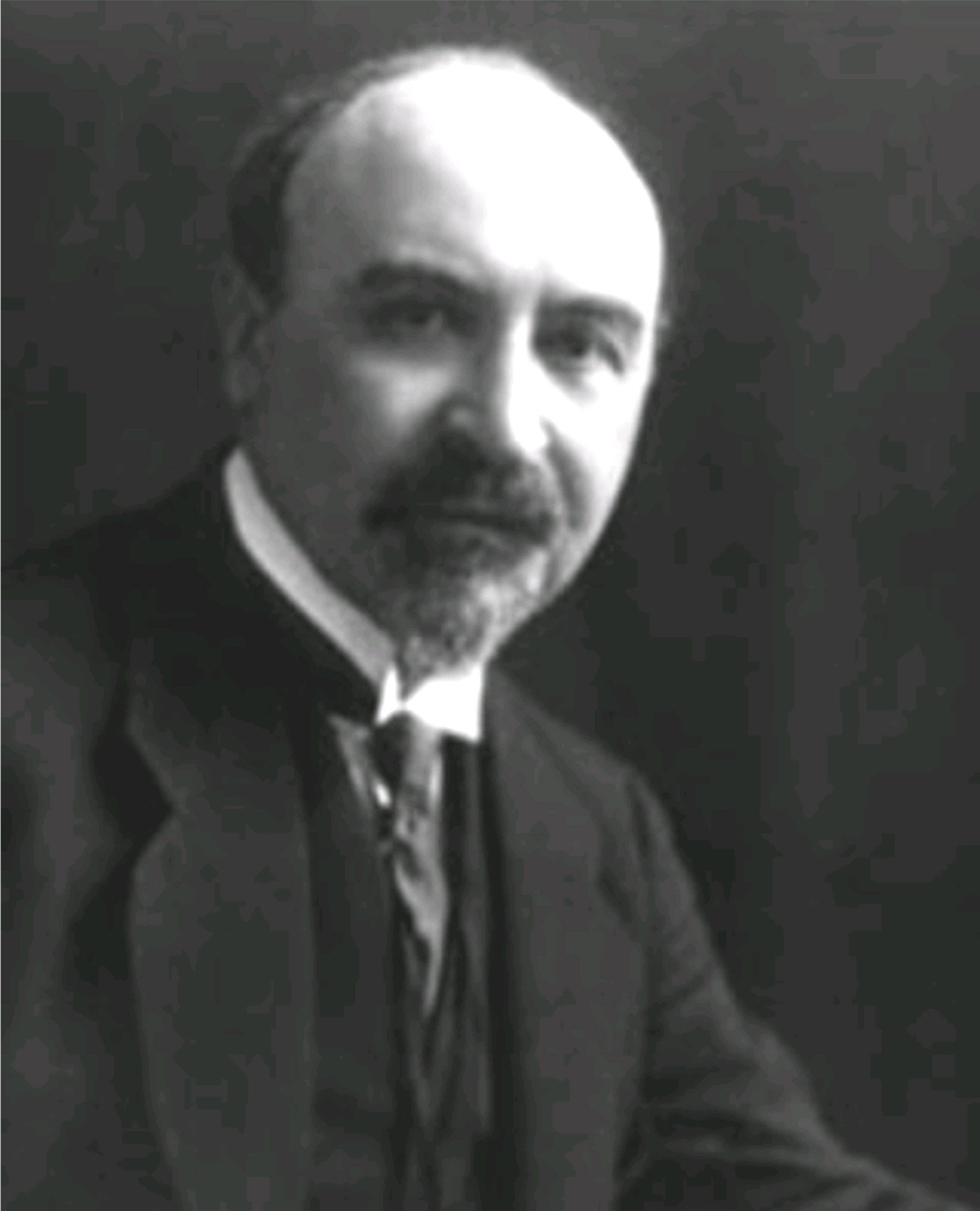
Leo Baekeland, criador da baquelite

O primeiro acontecimento que levou à descoberta dos plásticos foi o desenvolvimento do sistema de vulcanização, por Charles Goodyear, em 1839, adicionando enxofre à borracha bruta. A borracha tornava-se mais resistente ao calor.
O segundo passo foi a criação do trinitrocelulose, em 1846 por Christian Schönbein, com a adição de ácido sulfúrico e ácido nítrico ao algodão. O nitroceluloide era altamente explosivo e passou a ser utilizado como alternativa à pólvora. Posteriormente, foi desenvolvido o celuloide com a adição da cânfora. Esse novo produto tornou-se matéria-prima na fabricação de filmes fotográficos, bolas de sinuca, placas dentárias e bolas de pingue-pongue.
Em 1907, Leo Baekeland criou a baquelite, primeiro polímero realmente sintético, podendo ser considerado, portanto, o  primeiro plástico. Era resultado da reação entre fenol e formaldeído. Tornou-se útil pela sua dureza, resistência ao calor e à eletricidade.
Na década de 1930, foi criado um novo tipo de plástico: a poliamida, comercialmente chamada de Nylon. Após a Segunda Guerra Mundial, foram criados outros, como o dácron, o isopor, o poliestireno, o polietileno e o vinil. Nesse período, os plásticos se difundiram no cotidiano das pessoas de tal forma a não ser possível imaginar o mundo de hoje sem eles.
Em 2018, foi inventado um tipo de plástico que teoricamente pode ser reciclado “infinitamente”.

## Propriedades
As propriedades dos plásticos são definidas principalmente pela química orgânica do polímero. Tais como dureza, densidade e resistência ao calor, solventes orgânicos, oxidação e radiação ionizante. Em particular, a maioria dos plásticos irão derreter com o aquecimento em torno de algumas centenas de graus Celsius.

### Estrutura
A maioria dos plásticos contém polímeros orgânicos. A grande maioria desses polímeros é formada por cadeias de átomos de carbono, com ou sem ligação de átomos de oxigênio, nitrogênio ou enxofre. Essas cadeias compreendem muitas unidades repetidas formadas a partir de monômeros. Cada cadeia polimérica consiste em vários milhares de unidades repetidas. A espinha dorsal é a parte da cadeia que está no caminho principal, ligando um grande número de unidades repetidas. Para personalizar as propriedades de um plástico, diferentes grupos moleculares, chamados de cadeias laterais, ficam pendurados nessa espinha dorsal; eles geralmente são pendurados nos monômeros antes que os próprios monômeros sejam ligados para formar a cadeia polimérica. A estrutura dessas cadeias laterais influencia as propriedades do polímero.

### Classificação
Podem ser subdivididos em termoplásticos e termofixos.
- Termofixos são polímeros de cadeia ramificada, para os quais, o "endurecimento" (polimerização ou cura) é consequência de uma reação química irreversível.

- Termoplásticos, tem como vantagem sua versatilidade e facilidade de utilização, desprendendo-se, geralmente, da necessidade de máquinas e equipamentos muito elaborados (e financeiramente dispendiosos).

Dentre os termofixos conhecidos, destaca-se o poliéster. As resinas poliésteres constituem a família de polímeros resultantes da condensação de ácidos carboxílicos com glicóis, sendo classificados como resinas saturadas ou insaturadas, dependendo da cadeia molecular resultante.

### Toxicidade
Os plásticos puros têm baixa toxicidade devido à sua insolubilidade em água e, por terem um grande peso molecular, são bioquimicamente inertes. No entanto, produtos de plástico contêm uma variedade de aditivos, alguns dos quais podem ser tóxicos. Por exemplo, plastificantes como adipatos e ftalatos são frequentemente adicionados a plásticos quebradiços como o PVC para torná-los flexíveis o suficiente para uso em embalagens de alimentos, brinquedos e muitos outros itens. Traços desses compostos podem ser lixiviados do produto. Devido a preocupações sobre os efeitos de tais lixiviados, a União Europeia restringiu o uso de DEHP (di-2-etilhexil ftalato) e outros ftalatos em algumas aplicações, e os Estados Unidos limitaram o uso de DEHP, DPB, BBP, DINP, DIDP e DnOP em brinquedos infantis e artigos de puericultura por meio do Consumer Product Safety Improvement Act. Foi proposto que alguns compostos lixiviados de recipientes de alimentos de poliestireno interferem nas funções hormonais e são suspeitos de serem cancerígenos (substâncias causadoras de câncer). Outros produtos químicos de possível preocupação incluem alquilfenóis.
Embora um plástico acabado possa ser não tóxico, os monômeros usados na fabricação de seus polímeros originais podem ser tóxicos. Em alguns casos, pequenas quantidades desses produtos químicos podem permanecer presas no produto, a menos que seja empregado um processamento adequado. Por exemplo, a Agência Internacional de Pesquisa em Câncer (IARC) da Organização Mundial da Saúde reconheceu o cloreto de vinila, o precursor do PVC, como carcinógeno humano.

#### Bisfenol A (BPA)
Alguns produtos de plástico se degradam em produtos químicos com atividade estrogênica. O principal bloco de construção dos policarbonatos, o bisfenol A (BPA), é um disruptor endócrino semelhante ao estrogênio que pode penetrar nos alimentos. A pesquisa publicada na revista científica Environmental Health Perspectives descobriu que o BPA lixiviado do revestimento de latas, selantes dentais e garrafas de policarbonato pode aumentar o peso corporal da prole de animais de laboratório. Um estudo animal mais recente sugere que mesmo a exposição de baixo nível ao BPA resulta em resistência à insulina, o que pode levar a inflamação e doenças cardíacas. Em janeiro de 2010, o Los Angeles Times informou que a Food and Drug Administration (FDA) dos Estados Unidos está gastando 30 milhões de dólares para investigar indícios da ligação do BPA com o câncer. O adipato de bis(2-etilhexil), presente em embalagens plásticas à base de PVC, também preocupa, assim como os compostos orgânicos voláteis presentes no cheiro de carro novo. A União Europeia tem uma proibição permanente do uso de ftalatos em brinquedos. Em 2009, o governo dos Estados Unidos proibiu certos tipos de ftalatos comumente usados em plásticos.

## Tipos

### Plásticoscommodities

Estruturas químicas e usos de alguns plásticos comuns

Cerca de 70% da produção mundial está concentrada em seis grandes tipos de polímeros, os chamados plásticos commodities. Ao contrário da maioria dos outros plásticos, eles podem ser identificados por seu código de identificação de resina (RIC):
 Tereftalato de polietileno (PET ou PETE)
 Polietileno de alta densidade (HDPE ou PE-HD)
 Policloreto de vinila (PVC ou V)
 Polietileno de baixa densidade (LDPE ou PE-LD)
 Polipropileno (PP)
 Poliestireno (PS)
Poliuretanos (PUR) e fibras de PP&A também são frequentemente incluídos como principais classes de commodities, embora geralmente não tenham RICs, pois são grupos quimicamente bastante diversos. Esses materiais são baratos, versáteis e fáceis de trabalhar, tornando-os a escolha preferida para a produção em massa de objetos cotidianos. Sua maior aplicação individual é em embalagens, com cerca de 146 milhões de toneladas sendo usadas dessa forma em 2015, o equivalente a 36% da produção global. Devido ao seu domínio; muitas das propriedades e problemas comumente associados aos plásticos, como a poluição decorrente de sua baixa biodegradabilidade, são, em última análise, atribuíveis aos plásticos de commodities. Existe um grande número de plásticos além dos plásticos de commodities, muitos com propriedades excepcionais.
| Polímero                              | Produção (Mt) | Porcentagem de todos os plásticos | Tipo de polímero       | Caráter térmico |
| ------------------------------------- | ------------- | --------------------------------- | ---------------------- | --------------- |
| Polietileno de baixa densidade (LDPE) | 64            | 15,7%                             | Poliolefina            | Termoplástico   |
| Polietileno de alta densidade (HDPE)  | 52            | 12,8%                             | Poliolefina            | Termoplástico   |
| Polipropileno (PP)                    | 68            | 16,7%                             | Poliolefina            | Termoplástico   |
| Poliestireno (PS)                     | 25            | 6,1%                              | Poliolefina insaturada | Termoplástico   |
| Cloreto de polivinila (PVC)           | 38            | 9,3%                              | Halogenado             | Termoplástico   |
| Tereftalato de polietileno (PET)      | 33            | 8,1%                              | Condensação            | Termoplástico   |
| Poliuretano (PUR)                     | 27            | 6,6%                              | Condensação            | Termofixo       |
| Fibras PP&A                           | 59            | 14,5%                             | Condensação            | Termoplástico   |
| Outros                                | 16            | 3,9%                              | Vários                 | Varia           |
| Aditivos                              | 25            | 6,1%                              | -                      | -               |
| Total                                 | 407           | 100%                              | -                      | -               |

### Plásticos de engenharia
Os plásticos de engenharia são mais robustos e são usados para fabricar produtos como peças de veículos, materiais de construção e algumas peças de máquinas. Em alguns casos, são misturas de polímeros formadas pela mistura de diferentes plásticos (ABS, HIPS etc.). Plásticos de engenharia podem substituir metais em veículos, diminuindo seu peso e melhorando a eficiência de combustível em 6–8%. Cerca de 50% do volume dos carros modernos é feito de plástico, mas isso representa apenas 12 a 17% do peso do veículo.
- Acrilonitrila butadieno estireno (ABS): caixas de equipamentos eletrônicos (por exemplo, monitores de computador, impressoras, teclados) e tubo de drenagem
- Poliestireno de alto impacto (HIPS): forros de geladeira, embalagens de alimentos e copos de venda automática
- Policarbonato (PC): discos compactos, óculos, escudos antimotim, janelas de segurança, semáforos e lentes
- Policarbonato + acrilonitrila butadieno estireno (PC + ABS): uma mistura de PC e ABS que cria um plástico mais forte usado em peças internas e externas de automóveis e em corpos de telefones celulares
- Polietileno + acrilonitrila butadieno estireno (PE + ABS): uma mistura escorregadia de PE e ABS usada em mancais secos de baixa carga
- Polimetil metacrilato (PMMA) (acrílico): lentes de contato (da variedade "rígida" original), vidros (mais conhecidos nesta forma por seus vários nomes comerciais em todo o mundo; por exemplo, Perspex, Plexiglas e Oroglas), difusores de luz fluorescente, e tampas de luz traseira para veículos. Também forma a base de tintas acrílicas artísticas e comerciais, quando suspenso em água com o uso de outros agentes.
- Silicones (polissiloxanos): resinas resistentes ao calor usadas principalmente como selantes, mas também usadas para utensílios de cozinha de alta temperatura e como resina de base para tintas industriais
- Ureia-formaldeído (UF): um dos aminoplásticos usado como uma alternativa multicolorida aos fenólicos: usado como adesivo de madeira (para compensado, aglomerado, cartão duro) e caixas de interruptores elétricos

### Plásticos de alto desempenho
Plásticos de alto desempenho são geralmente caros, com seu uso limitado a aplicações especializadas que fazem uso de suas propriedades superiores.
- Aramidas: mais conhecidas por seu uso na fabricação de coletes à prova de balas, esta classe de fibras sintéticas fortes e resistentes ao calor também é usada em aplicações aeroespaciais e militares, incluindo Kevlar e Nomex.
- Polietilenos de ultra-alto peso molecular (UHMWPE)
- Polieteretercetona (PEEK): termoplástico forte, resistente a produtos químicos e ao calor; sua biocompatibilidade permite o uso em aplicações de implantes médicos e moldes aeroespaciais. É um dos polímeros comerciais mais caros.
- Polieterimida (PEI) (Ultem): um polímero quimicamente estável de alta temperatura que não cristaliza
- Poliimida: um plástico de alta temperatura usado em materiais como a fita Kapton
- Polissulfona: resina processável por fusão em alta temperatura usada em membranas, meios filtrantes, tubos de imersão para aquecedores de água e outras aplicações em alta temperatura
- Politetrafluoretileno (PTFE) ou Teflon: revestimentos resistentes ao calor e de baixo atrito usados em superfícies antiaderentes para frigideiras, fita adesiva e toboáguas
- Poliamida-imida (PAI): Plástico de engenharia de alto desempenho amplamente utilizado em engrenagens de alto desempenho, interruptores, transmissão e outros componentes automotivos e peças aeroespaciais.[27]

## Indústria
A indústria do plástico inclui a produção global, composição, conversão e venda de produtos plásticos. Embora o Oriente Médio e a Rússia produzam a maior parte das matérias-primas petroquímicas necessárias; a produção de plástico está concentrada no Oriente e no Ocidente globais. A indústria do plástico compreende um grande número de empresas e pode ser dividida em vários setores:

### Produção

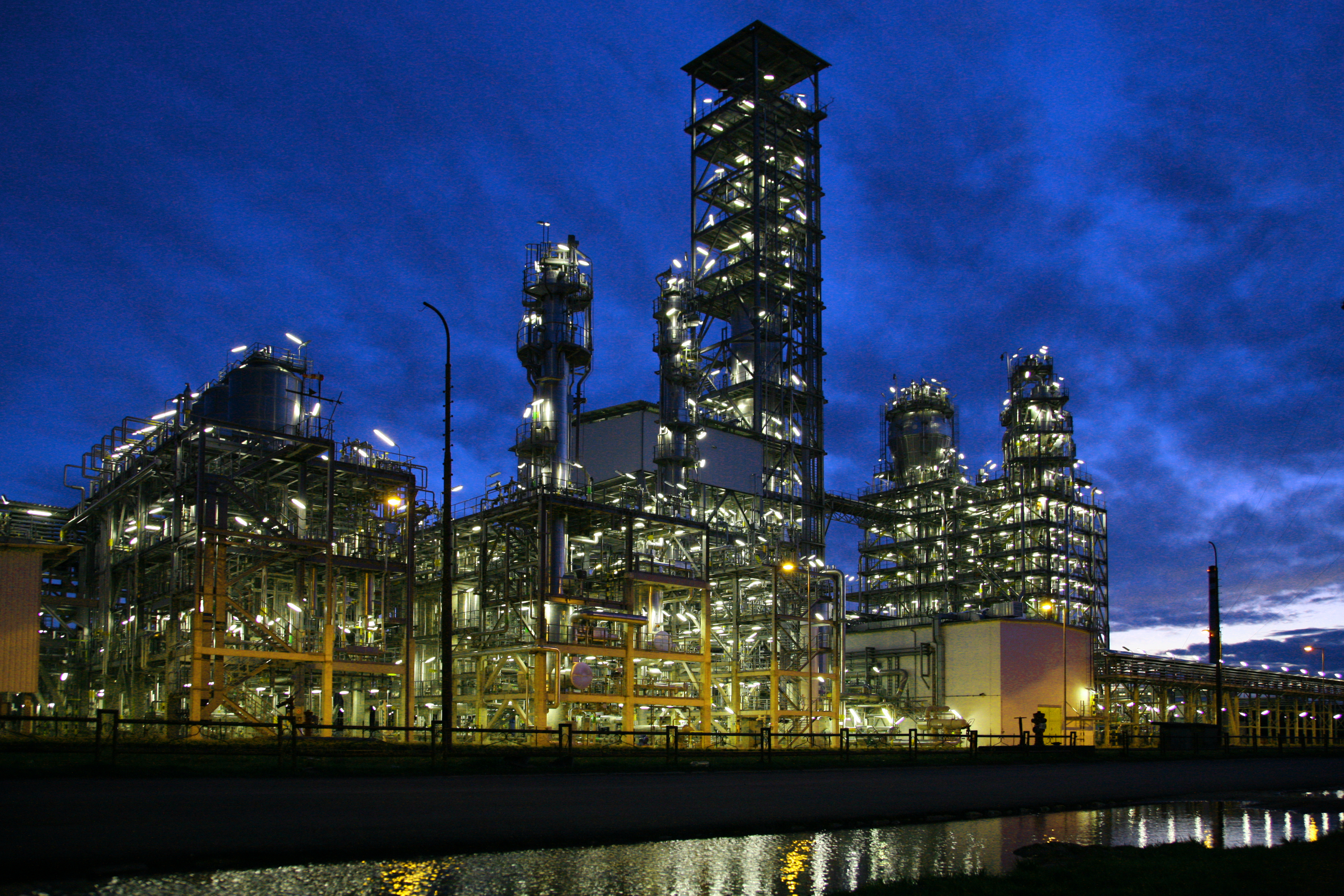
Fábrica de polipropileno da Slovnaft em Bratislava, Eslováquia

Estima-se que 9,2 bilhões de toneladas de plástico foram produzidas entre 1950 e 2017, sendo que mais da metade foi produzida desde 2004. Desde o nascimento da indústria do plástico na década de 1950, a produção global aumentou enormemente, atingindo 400 milhões de toneladas por ano em 2021 acima de 381 milhões de toneladas métricas em 2015 (excluindo aditivos). A partir da década de 1950 ocorreu um rápido crescimento no uso de plásticos para embalagens, na construção civil e em outros setores. Se as tendências globais na demanda de plástico continuarem, estima-se que até 2050 a produção anual global de plástico excederá 1,1 bilhão de toneladas por ano.
Os plásticos são produzidos em fábricas de produtos químicos pela polimerização de suas matérias-primas (monômeros); quase sempre de natureza petroquímica. Essas instalações são normalmente grandes e visualmente semelhantes às refinarias de petróleo, com extensas tubulações por toda parte. O grande tamanho dessas plantas lhes permite explorar economias de escala. Apesar disso, a produção de plástico não é particularmente monopolizada, com cerca de 100 empresas respondendo por 90% da produção global. Isso inclui uma mistura de empresas privadas e estatais. Aproximadamente metade de toda a produção ocorre no leste da Ásia, sendo a China o maior produtor individual. Os principais produtores internacionais incluem:
- Dow Chemical
- LyondellBasell
- Exxonmobil
- SABIC
- BASF
- Sibur
- Shin-Etsu Chemical
- Indorama Ventures
- Sinopec
- Braskem

| Região                 | Produção global |
| ---------------------- | --------------- |
| China                  | 31%             |
| Japão                  | 3%              |
| Resto da Ásia          | 17%             |
| NAFTA                  | 19%             |
| América Latina         | 4%              |
| Europa                 | 16%             |
| CEI                    | 3%              |
| Oriente Médio & África | 7%              |

Historicamente, a Europa e a América do Norte dominaram a produção global de plásticos. No entanto, desde 2010, a Ásia emergiu como um produtor significativo, com a China respondendo por 31% da produção total de resina plástica em 2020. As diferenças regionais no volume de produção de plásticos são impulsionadas pela demanda do usuário, pelo preço das matérias-primas de combustíveis fósseis e pelos investimentos feitos na indústria petroquímica. Por exemplo, desde 2010 foram investidos mais de 200 bilhões de dólares nos Estados Unidos em novas fábricas de plásticos e produtos químicos, estimulados pelo baixo custo das matérias-primas. Também na União Europeia (UE) foram feitos investimentos pesados na indústria de plásticos, que emprega mais de 1,6 milhão de pessoas e fatura mais de 360 bilhões de euros por ano. Na China, em 2016, havia mais de 15 mil empresas de fabricação de plástico, gerando mais de 366 bilhões de dólares em receita.
Em 2017, o mercado global de plásticos foi dominado por termoplásticos – polímeros que podem ser derretidos e reformulados. Os termoplásticos incluem polietileno (PE), tereftalato de polietileno (PET), polipropileno (PP), cloreto de polivinila (PVC), poliestireno (PS) e fibras sintéticas, que juntos representam 86% de todos os plásticos.

### Aplicações
A maior aplicação dos plásticos é como material de embalagem, mas eles são usados em uma ampla gama de outros setores, incluindo: construção (tubos, calhas, portas e janelas), têxteis (tecidos esticáveis, lã), bens de consumo (brinquedos, utensílios de mesa, escovas de dente), transporte (faróis, para-choques, painéis da carroceria, espelhos retrovisores), eletrônicos (telefones, computadores, televisores) e como peças de máquinas.

## Poluição

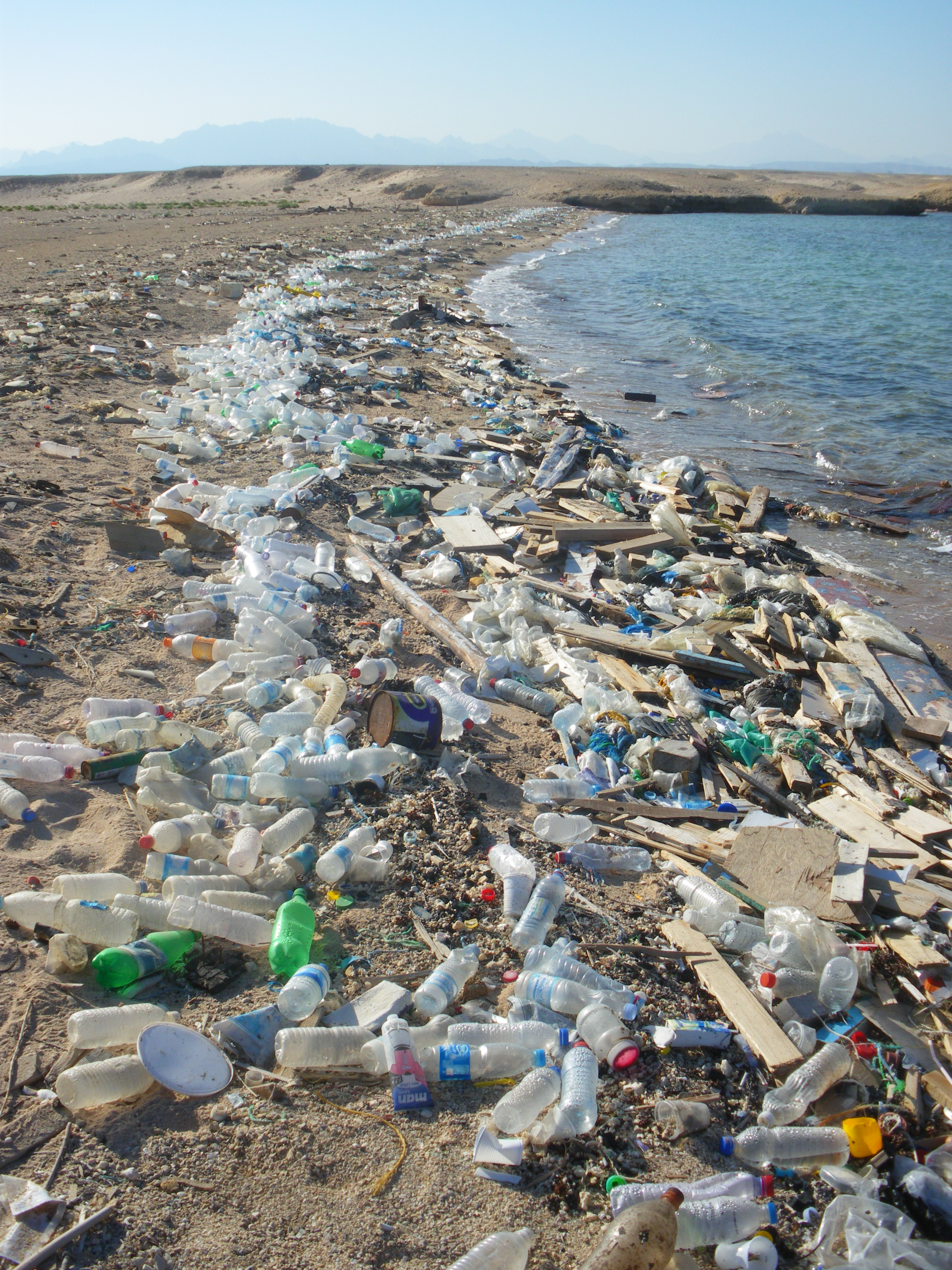
Detritos marinhos em uma praia de Hurgada, Egito

O descarte inadequado de materiais plásticos gera diversas consequências ambientais como ocupação de terras, poluição das águas, impacto na fauna, entre outros. Os impactos ambientais desse material, contudo, podem ser registrados antes mesmo de sua concepção, visto que as elevadas emissões de gases de efeito estufa no processo de extração, síntese e produção do plástico também representam uma ameaça ao meio ambiente. 
Em 1997, pesquisadores da Sea Education Society estimaram que o Oceano Atlântico estava contaminado com 580 000 peças flutuantes de plástico por quilômetro quadrado. De acordo com o Greenpeace, o problema não é apenas o plástico que flutua: 70% do plástico afunda, contaminando o fundo dos oceanos, com cerca de 110 pedaços de lixo por quilômetro quadrado. Em 2018, os cientistas previram que em 2050 haverá mais plástico no mar do que peixe.
No oceano Pacífico, existe uma enorme ilha de plástico chamada de Grande Porção de Lixo do Pacífico. Calcula-se que sua área seja maior do que a dos estados brasileiros de São Paulo, Rio de Janeiro, Minas Gerais e Goiás somados. A degradação do plástico é de até 450 anos. O descarte, na natureza, de material plástico à base de poliuretano, causa problemas ambientais.
Uma hipótese, ainda em estudo, para solucionar tal problema seria o uso do fungo Pestalotiopsis microspora, supostamente capaz de alimentar-se de poliuretano.
Em 2019, pesquisadores da Universidade de Chester descobriram uma maneira de converter plástico não reciclável em combustível de hidrogênio e eletricidade de baixo custo e baixo teor de carbono, o que poderia abastecer casas, usinas e redes elétricas inteiras por um dia.

### Prejuízos à saúde
Devido à sua insolubilidade em água e inércia química relativa, plásticos puros geralmente têm baixa toxicidade. Alguns produtos de plástico contêm uma variedade de aditivos, alguns dos quais podem ser tóxicos. Por exemplo, plastificantes como ftalatos e adipatos são muitas vezes adicionados aos plásticos frágeis, como cloreto de polivinila, para torná-los flexíveis o suficiente para uso em embalagens de alimentos, brinquedos e muitos outros itens. Traços destes compostos podem lixiviar para fora do produto. Devido a preocupações sobre os efeitos que isso pode causar, a União Europeia tem restringido o uso do DEHP (di-2-etil-hexil ftalato) e outros ftalatos em algumas aplicações. Alguns compostos de lixiviação de recipientes para alimentos de poliestireno têm sido propostos para interferir nas funções hormonais e são suspeitos de causar câncer.
Através do desgaste do plástico pelos raios UV, ventos e exposição ao sol, são lançadas partículas pequenas de plástico chamadas microplásticos. Quando lançados nos oceanos, essas partículas são ingeridas por organismos menores, como plâncton e crustáceos. Através da cadeia alimentar, o microplástico é passado de organismo em organismo até que chegue no último nível trófico da cadeia. O microplástico não é necessariamente ingerido através dos seres marinhos, mas também através dos produtos industrializados, que são compostos por plástico. A ingestão do microplástico é prejudicial à saúde. Uma pesquisa realizada pelo Instituto de Pesquisa de Sistemas Ambientais da Universidade de Osnabrück, na Alemanha, aponta que esse tipo de material tem a capacidade de absorver produtos tóxicos encontrados nos oceanos como pesticidas, metais pesados e outros tipos de poluentes orgânicos persistentes (POPs), o que faz com que os danos à saúde da biodiversidade sejam muito maiores.

### Reciclagem

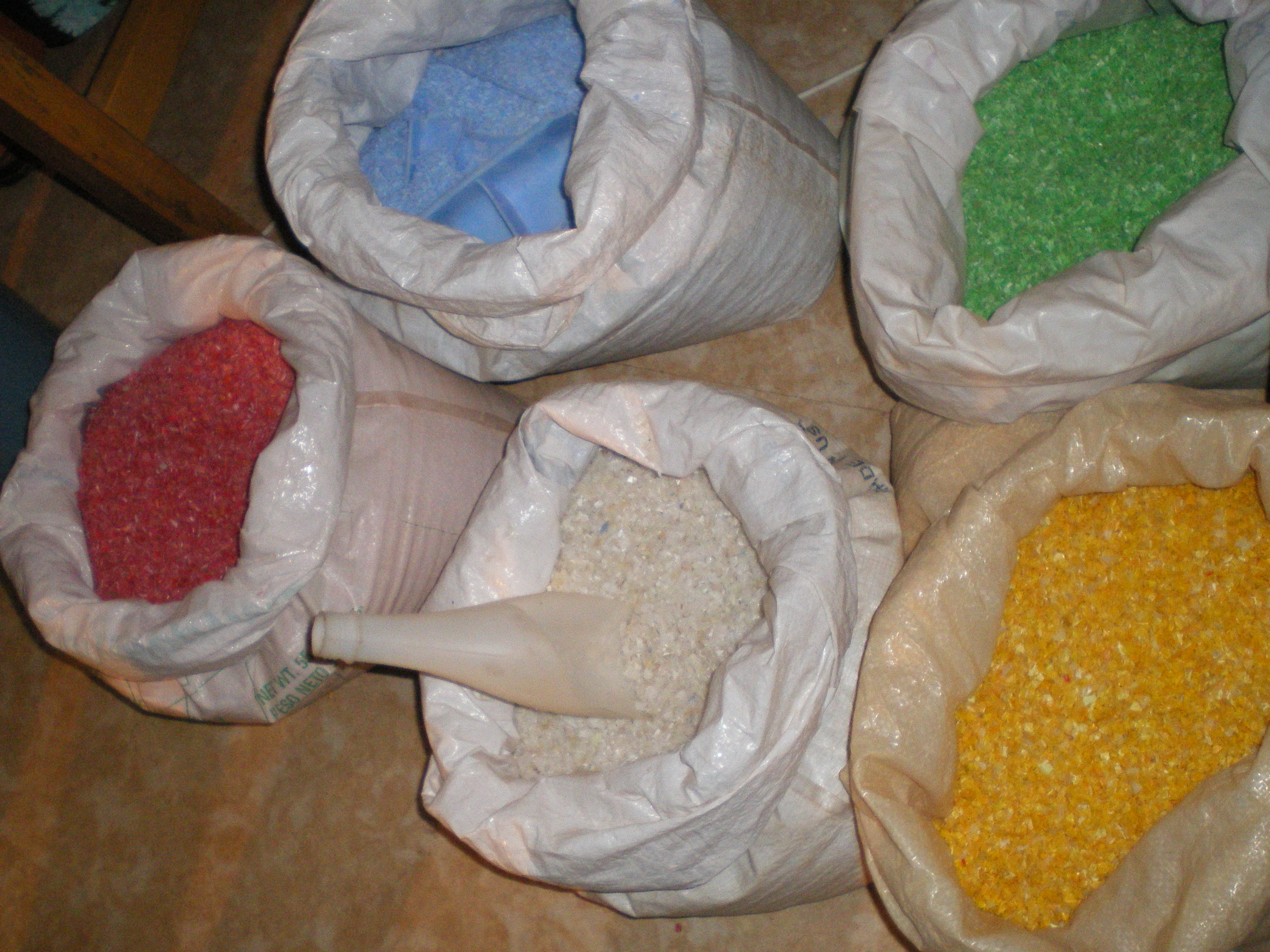
Plástico triturado separado por cores

Diante do crescente impacto ambiental gerado pelos materiais plásticos, surge uma demanda pela substituição deste polímero, assim como por processos produtivos que ajudem na volta desses materiais para seu ciclo de valor. A reciclagem se torna uma das estratégias essenciais para a economia circular dos plásticos, podendo ser aproveitada diretamente no processo produtivo, na reciclagem mecânica, química ou quando é destinada à geração de energia. 
As placas de plástico reciclado apresentam-se como uma possível solução de utilização do plástico após o consumo, tornando-se uma nova matéria-prima com diversas possibilidades de exploração. Tais placas são produzidas após o descarte do plástico, quando o material passa por etapas de triagem, com diferentes graus de separação. Depois, ele é triturado para então passar por uma termocompressão, que consiste na compressão através de tempo, temperatura e pressão determinados. Existem outras maneiras de se fabricar placas de plástico reciclado, e cada uma delas impacta a aparência, o uso e o valor final do produto comercializado. Além disso, diferentes modos de produção podem alterar também a possibilidade de reciclagem futura dessas placas. 
Essas placas, contudo, ainda enfrentam barreiras majoritariamente estéticas e de interesse do consumidor, pois sua superfície é visivelmente composta de vários pequenos pedaços de plástico que, ao final do processo produtivo, criam um padrão único mas que ainda é incomum no mercado. Suas aplicações, entretanto, atendem um mercado amplo - de mobiliários até construção civil.